# レベデフ物理学研究所
レベデフ物理学研究所（レベデフぶつりがくけんきゅうじょ、ロシア語: Физический институт имени П.Н. Лебедева Российской академии наук)、英語: Lebedev Physical Institute）はロシア・モスクワにある、世界的にも有名な物理学関係の研究所である。

## 歴史
レベデフ物理学研究所の起源はピョートル大帝が1714年にサンクトペテルスブルクに創設した「クンストカメラ」に遡るとしている。ロシア革命後は、1934年に物理学者、セルゲイ・ヴァヴィロフにより現在の形に整えられて、モスクワへ移動した。この時に、ロシアの物理学者・天体物理学者のピョートル・レベデフ（Pyotr Lebedev）の名称を冠して、正式名称は「ソ連邦科学アカデミー・レベデフ名称・物理学研究所」（ロシア語: Физический институт имени П.Н. Лебедева Российской академии наук、略称：ФИАН＝フィアン）となる。住所は、レーニンスキー大通り53番（ロシア語: Ленинский проспект, д. 53）である。
日本の情報通信研究機構と、パルサーの「ジャイアント・パルス」に関する共同研究も2010年から行なった。 

## ノーベル賞受賞者
これまで、次のようなノーベル賞受賞者を輩出している。
- 1958年 パーヴェル・チェレンコフ、イーゴリ・タム、イリヤ・フランク - ノーベル物理学賞 (チェレンコフ放射)
- 1964年 ニコライ・バソフ、アレクサンドル・プロホロフ - ノーベル物理学賞
- 1975年 アンドレイ・サハロフ - ノーベル平和賞
- 2003年 ヴィタリー・ギンツブルク - ノーベル物理学賞

## 参照項目
- ロシア科学アカデミー所属の諸研究所
- ヨッフェ物理学技術研究所 (サンクトペテルスブルク)